# Верхняя Сона
Ве́рхняя Со́на (фр. Haute-Saône) — департамент на востоке Франции, один из департаментов региона Бургундия — Франш-Конте. Порядковый номер — 70. Административный центр — Везуль.

## География
Площадь территории — 5360 км². Через департамент протекают реки Сона и Оньон. Больше трети площади департамента занято лесами.

## История
Верхняя Сона — один из первых 83 департаментов, образованных во время Великой французской революции в марте 1790 года. Возник на территории бывшей провинции Франш-Конте. Название происходит от реки Сона.

## Население
По состоянию на 2022 год население департамента составляло 233 920 человек. Среди верующих преобладают католики, также имеются общины протестантов, мусульман и православных. Среди населения в возрасте 15 лет и старше основными группами являются пенсионеры (32,5 %), рабочие (16,1 %), офисные сотрудники (15 %), представители промежуточных профессий (13 %), кадровые руководители и представители высших интеллектуальных профессий (5,1 %), ремесленники, торговцы и руководители предприятий (3,5 %), фермеры (1,5 %), а также другие лица без профессиональной деятельности (13,6 %). 
Крупнейшими городами являются (2022):
- Везуль (15,3 тыс.)
- Эрикур (10,5 тыс.)
- Люр (7,9 тыс.)
- Люксёй-ле-Бен (6,6 тыс.)
- Гре (5,4 тыс.)

## Административно-территориальное деление
Департамент включает 2 округа, 32 кантона и 545 коммун.

## Экономика

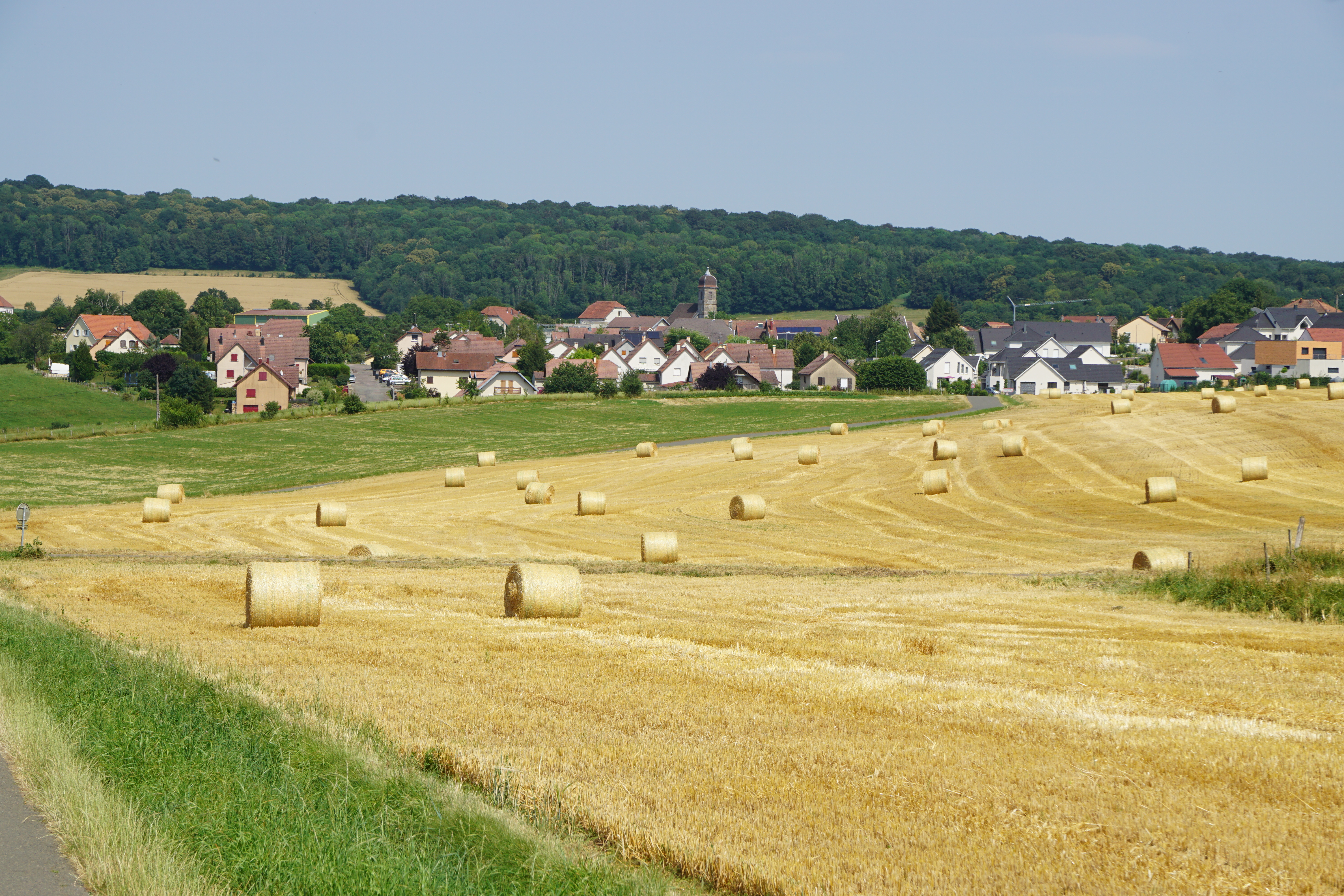
Сельский пейзаж Верхней Соны

В XIX и первой половине XX века Верхняя Сона была важным промышленным районом — здесь добывали уголь, железную руду и каменную соль, выплавляли сталь, производили кованные изделия, текстиль и стекло. Основу современной экономики составляют сфера услуг (в том числе туризм, розничная и оптовая торговля, транспортные, финансовые и медицинские услуги, образование), обрабатывающая промышленность, сельское и лесное хозяйство, строительство и добыча сырья; активно развиваются логистика и ветряная энергетика.

### Промышленность

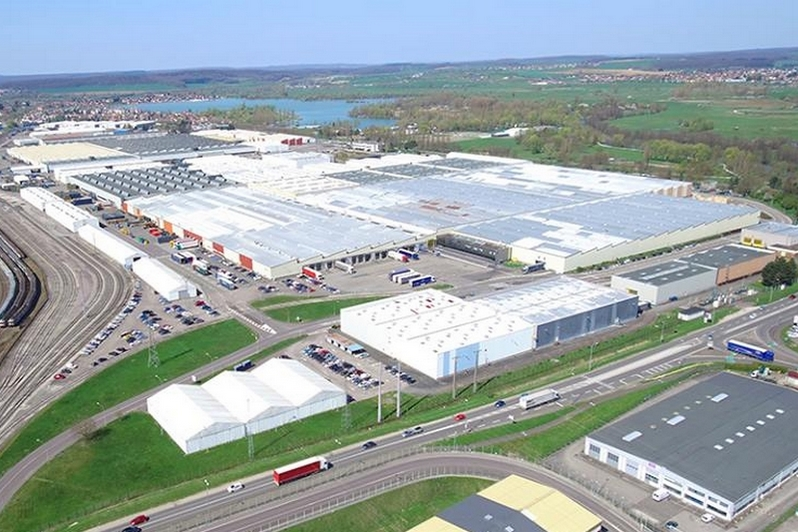
Завод Stellantis в Везуле

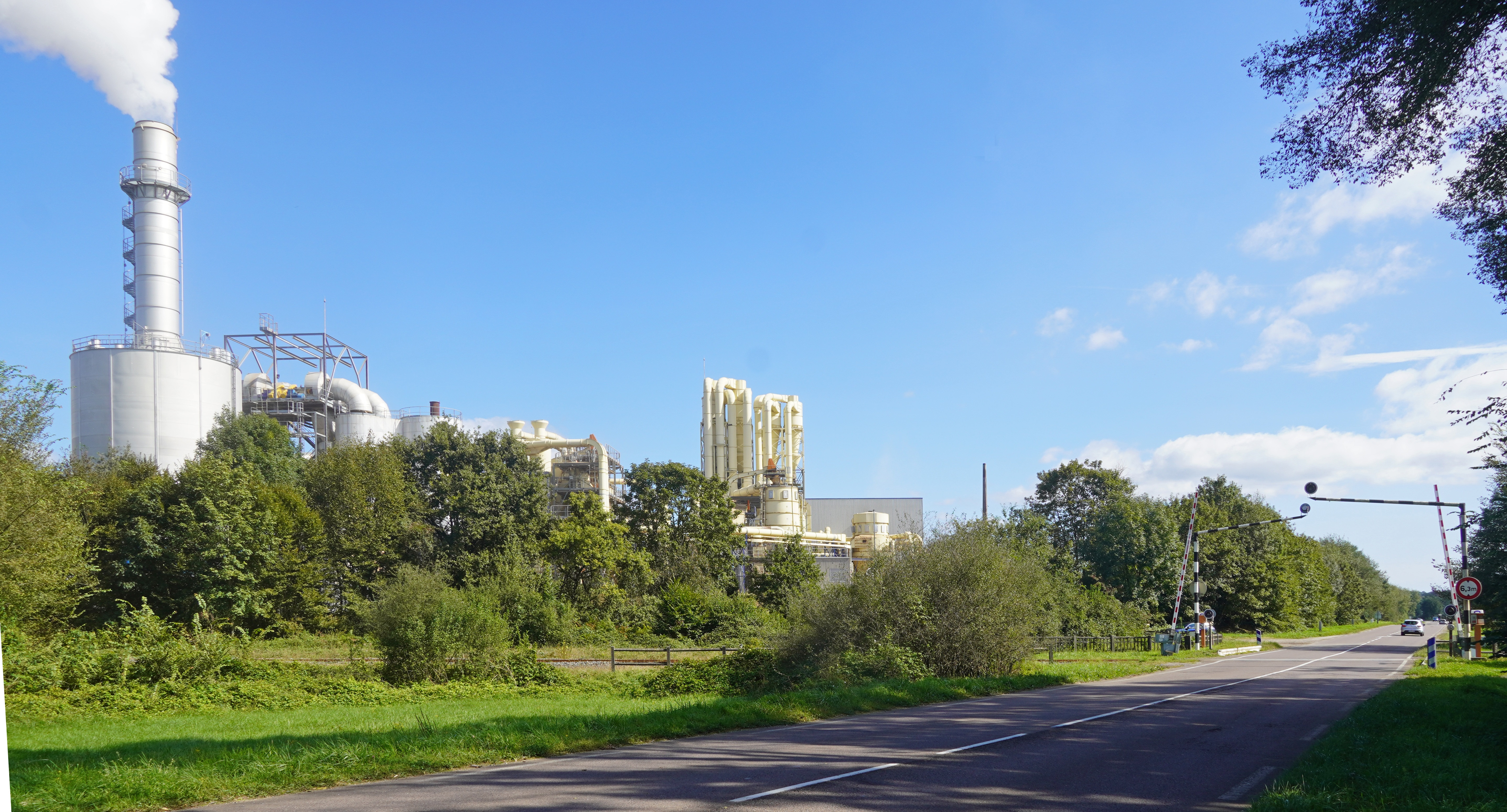
Завод ДСП в Люре

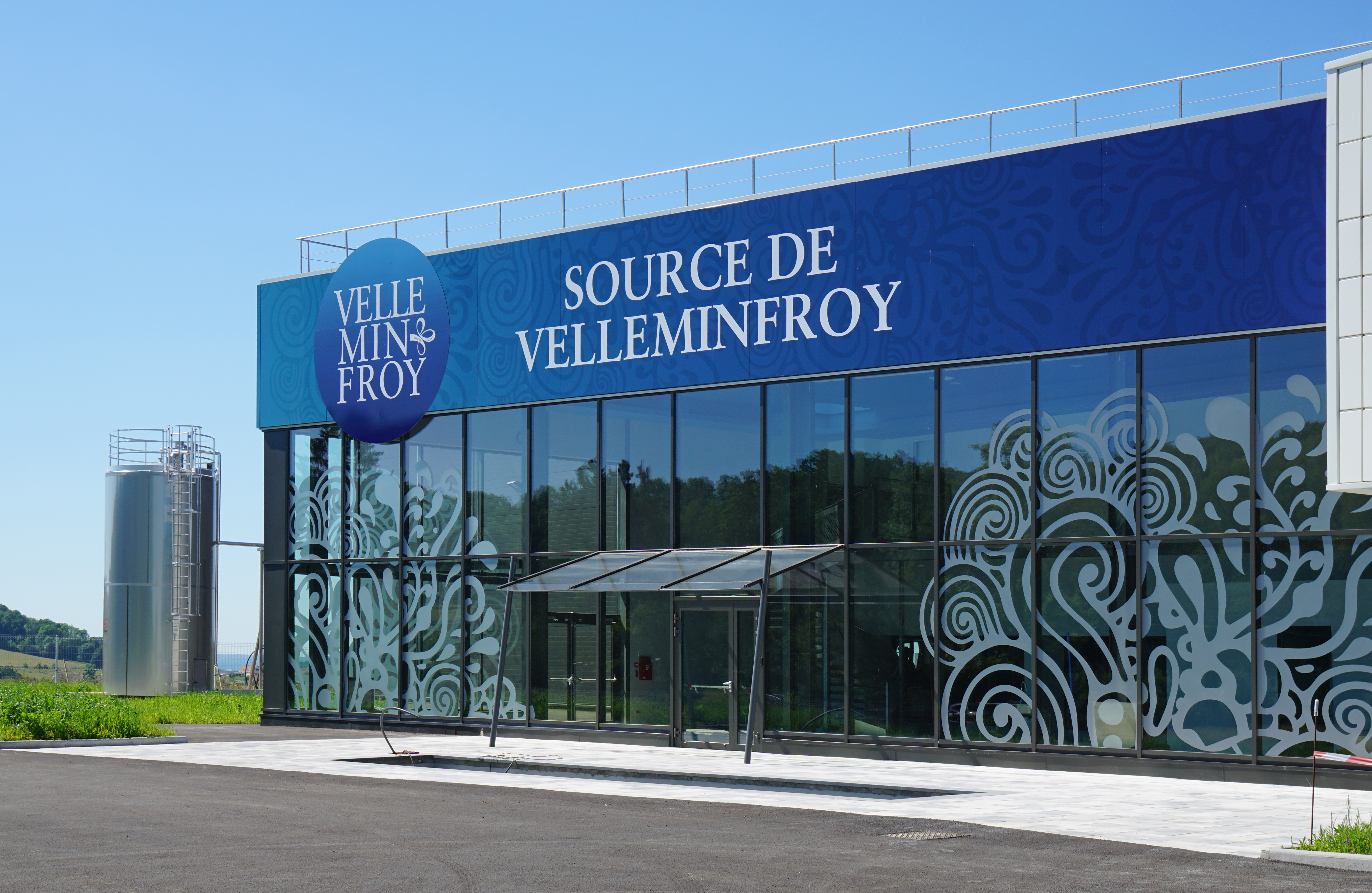
Завод минеральной воды в Вельменфруа

Крупнейшие предприятия Верхней Соны:
- Завод автокомплектующих Stellantis (Везуль)
- Мебельная фабрика Parisot[фр.] (Сен-Лу-сюр-Семуз)
- Завод автомобильных сидений Forvia (Маньи-Вернуа)
- Завод пищевой сыворотки Euroserum (Пор-сюр-Сон)
- Завод ветеринарных препаратов и кормовых добавок Vetoquinol[фр.] (Маньи-Вернуа)
- Агропромышленный кооператив Groupe Interval (Арк-ле-Гре)
- Завод этикеток и упаковки Fuji Seal (Фужроль)
- Завод моторов и другого оборудования для кранов, механических ворот и жалюзи Simu[фр.] (Арк-ле-Гре)
- Мясокомбинат André Bazin (Брёш)
- Завод древесно-стружечных плит Compagnie Française du Panneau (Сен-Лу-сюр-Семуз)
- Завод древесно-стружечных плит Parisot[фр.] (Люр)
- Завод металлических окон, дверей и жалюзи Velux (Марне)
- Фабрика спортивных товаров Abéo[фр.] (Рьоз)
- Завод матрасов Merinos[фр.] (Везуль)
- Завод ультразвуковых преобразователей Imasonic[фр.] (Воре-сюр-л’Оньон)
- Завод сельхозтехники Deere & Company (Арк-ле-Гре)
- Завод трансмиссий и турбин Lufkin Industries[фр.] (Фужроль)
- Песчаные карьеры и бетонный завод CRH (Руа)
- Завод бренди Grandes distilleries Peureux[фр.] (Фужроль)
- Завод минеральных вод Eau minérale de Velleminfroy[фр.] (Вельменфруа)

Важное значение сохраняет пищевая промышленность: в Верхней Соне производят сыры Меттон, Канкуайот и Мюнстер, Люксёйскую ветчину, свиную колбасу Гандейо, печенье Монбозонский бисквит, вишнёвое бренди Кирш (включая Фужрольский кирш) и вымоченные вишни Гриоттины.

### Деиндустриализация

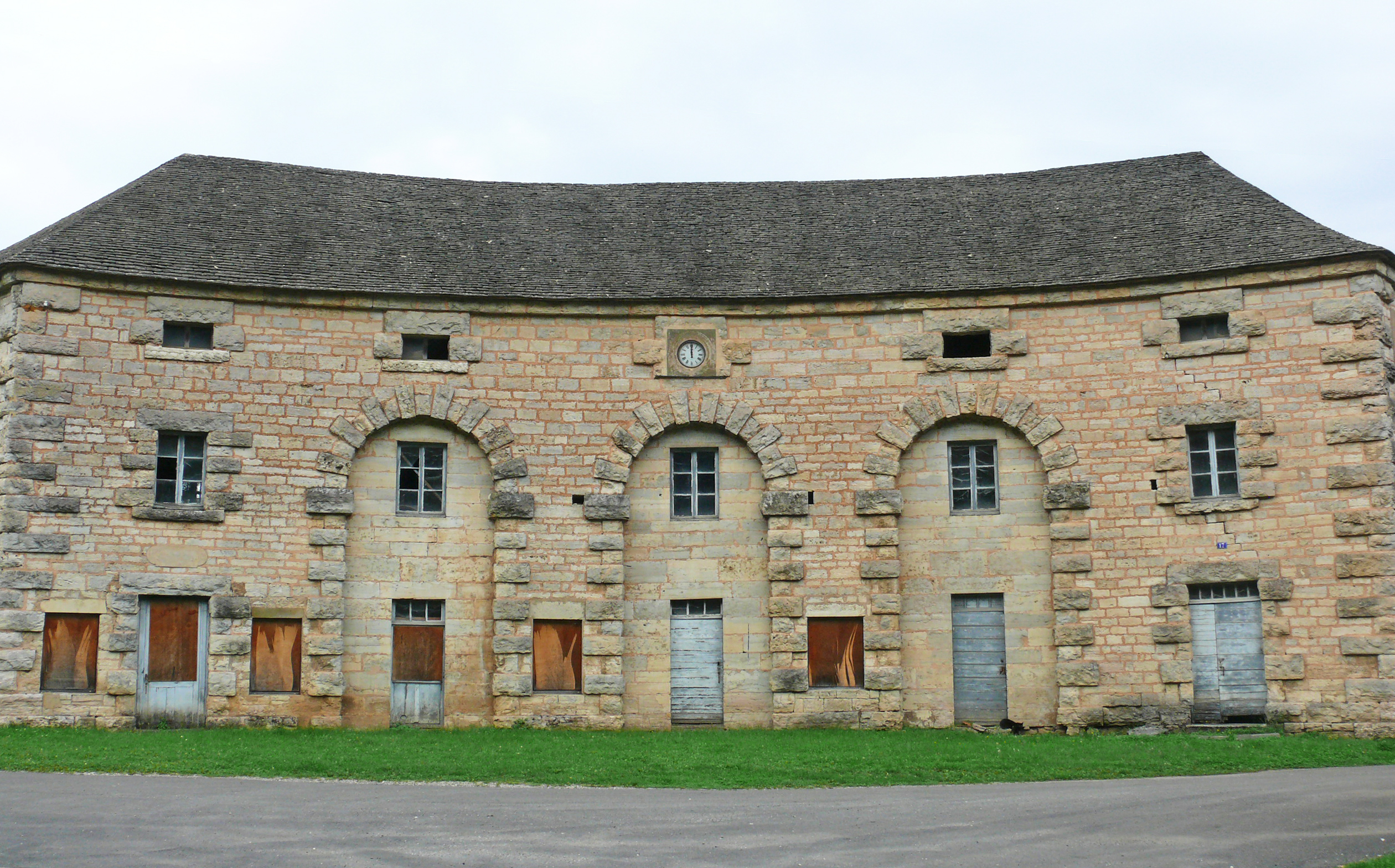
Здание бывшего завода в Бене

В результате экономических кризисов и рецессий Верхняя Сона пережила несколько волн деиндустриализации. В конце 1950-х годов закрылись угольные шахты в Роншане, Шампанье и Маньи-Данигоне, а также Роншанская тепловая электростанция. В 1961 году закрылся литейный завод в Бене, в 1964 году — текстильные фабрики компании Établissements Méquillet-Noblot в Кутнане и Эрикуре, в 1981 году — прядильная фабрика Роншана. В 2024 году обанкротился производитель погрузчиков и прицепов Gaussin из Эрикура.

### Торговля

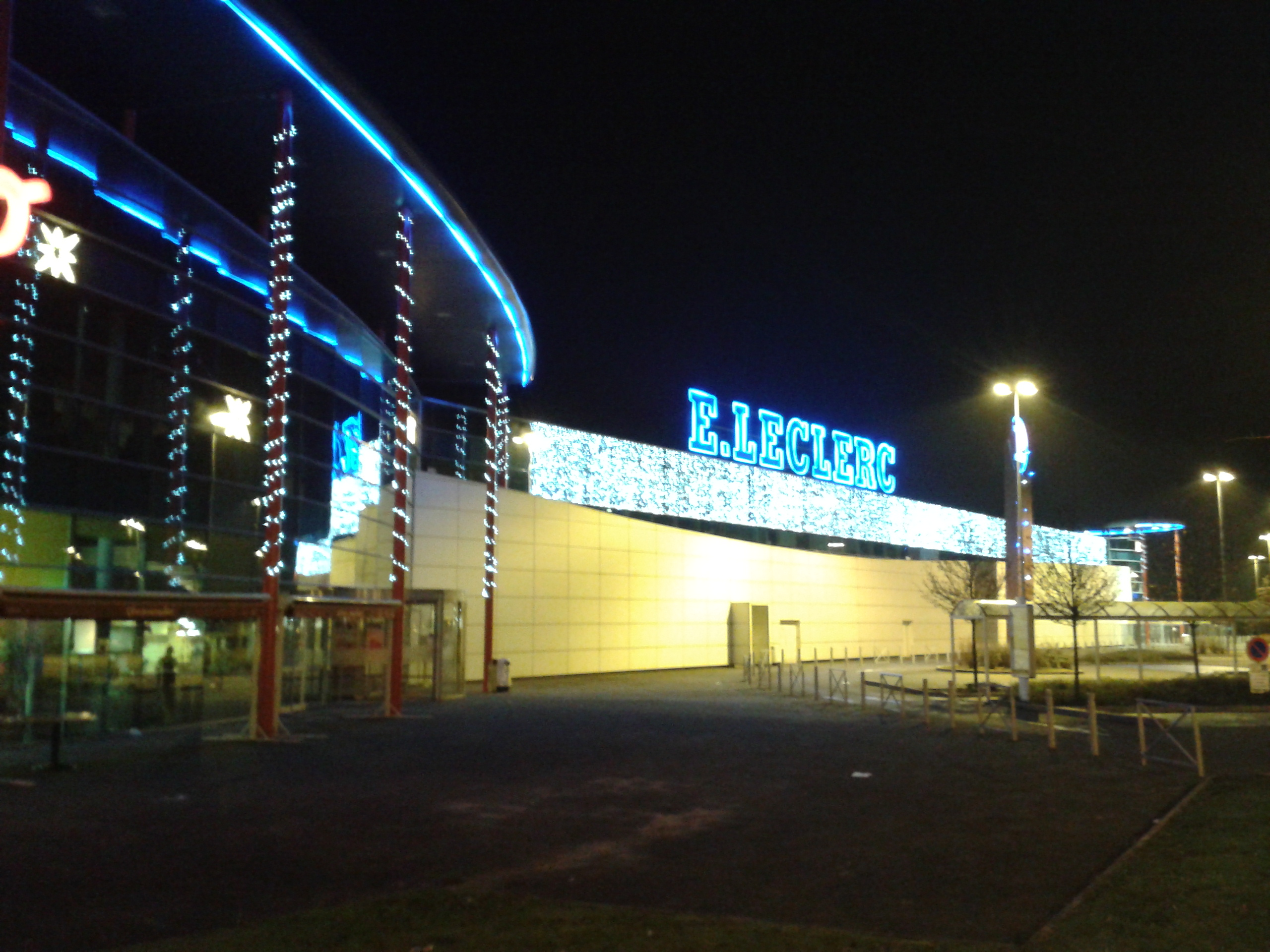
Гипермаркет E.Leclerc в Пюзе

Крупнейшими розничными центрами департамента являются гипермаркеты E.Leclerc в Пюзе и Carrefour в Везуле. Также в Верхней Соне работают следующие торговые сети: Intermarché, Super U, Netto, Aldi и Lidl (супермаркеты), Biocoop (органические продукты), Brico Cash, E.Leclerc Brico, Mr.Bricolage и Point.P (стройматериалы и товары для садоводства), Conforama, B&M, La Foir'Fouille, Maisons du Monde, Centrakor и JYSK (мебель и товары для дома), Boulanger и Darty (бытовая техника и электроника), Decathlon и Intersport (спортивные товары), Christine Laure, Vib's и La Halle (одежда), McDonald’s (рестораны быстрого питания).

### Туризм
Туризм является важным сектором экономики Верхней Соны. В департаменте отсутствует массовый туризм, здесь преобладают зелёный и гастрономический туризм, включая велотуризм, пеший и речной туризм. Зимой склоны Вогезов служат горнолыжными трассами. 

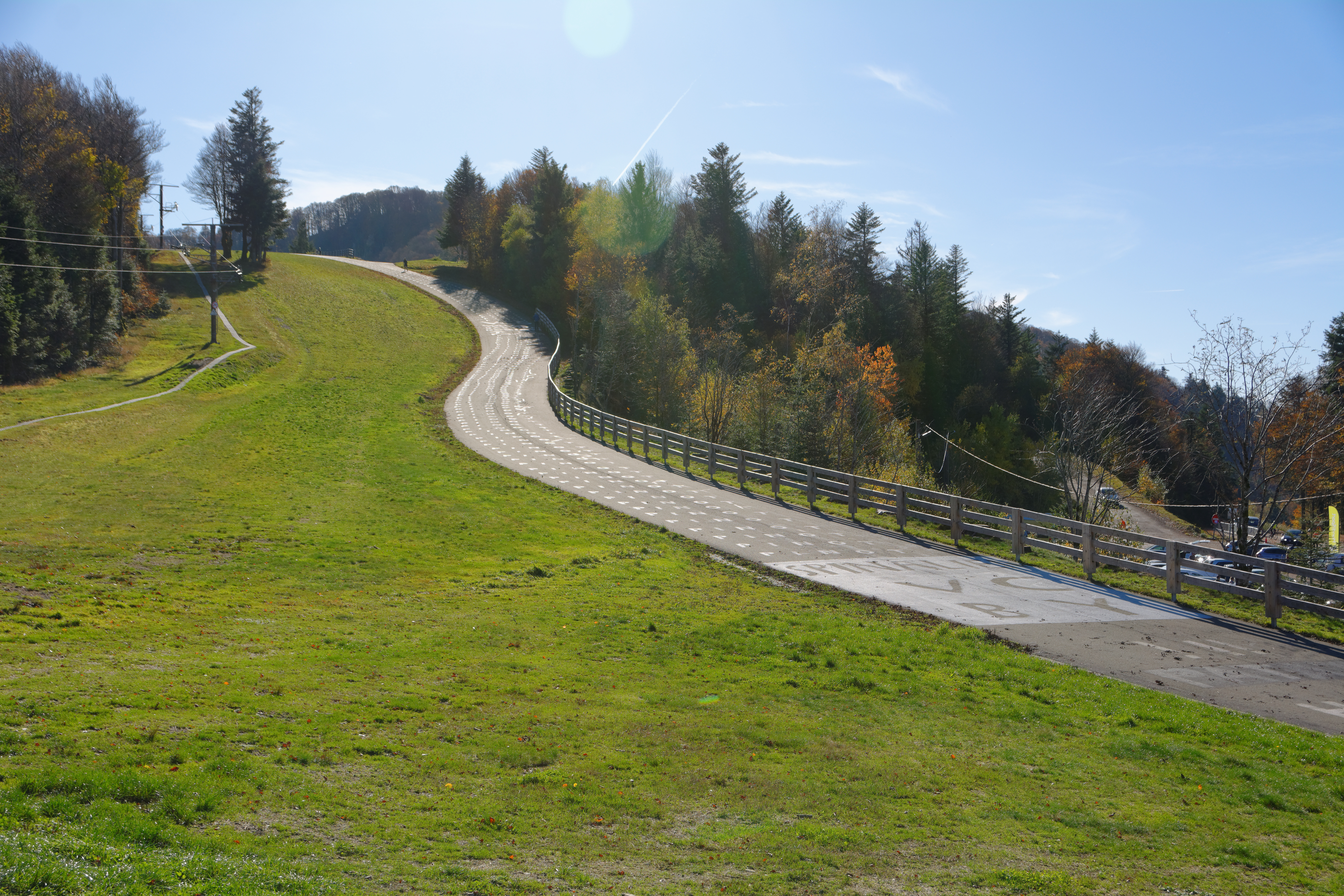
Планш-де-Бель-Фий

Самой посещаемой достопримечательностью департамента является часовня Нотр-Дам-дю-О, построенная архитектором Ле Корбюзье в Роншане. Горный массив Планш-де-Бель-Фий зимой популярен у любителей лыж, а летом здесь проходит один из этапов велогонки «Тур де Франс».

### Сельское и лесное хозяйство
В департаменте выращивают пшеницу, ячмень, кукурузу, рапс, вишни, ягоды, виноград и листовые овощи, разводят свиней, коров и кур; перерабатывают свинину, говядину, курятину и молоко. Сохраняют своё значение заготовка и обработка древесины, первичная обработка кож.

## Транспорт

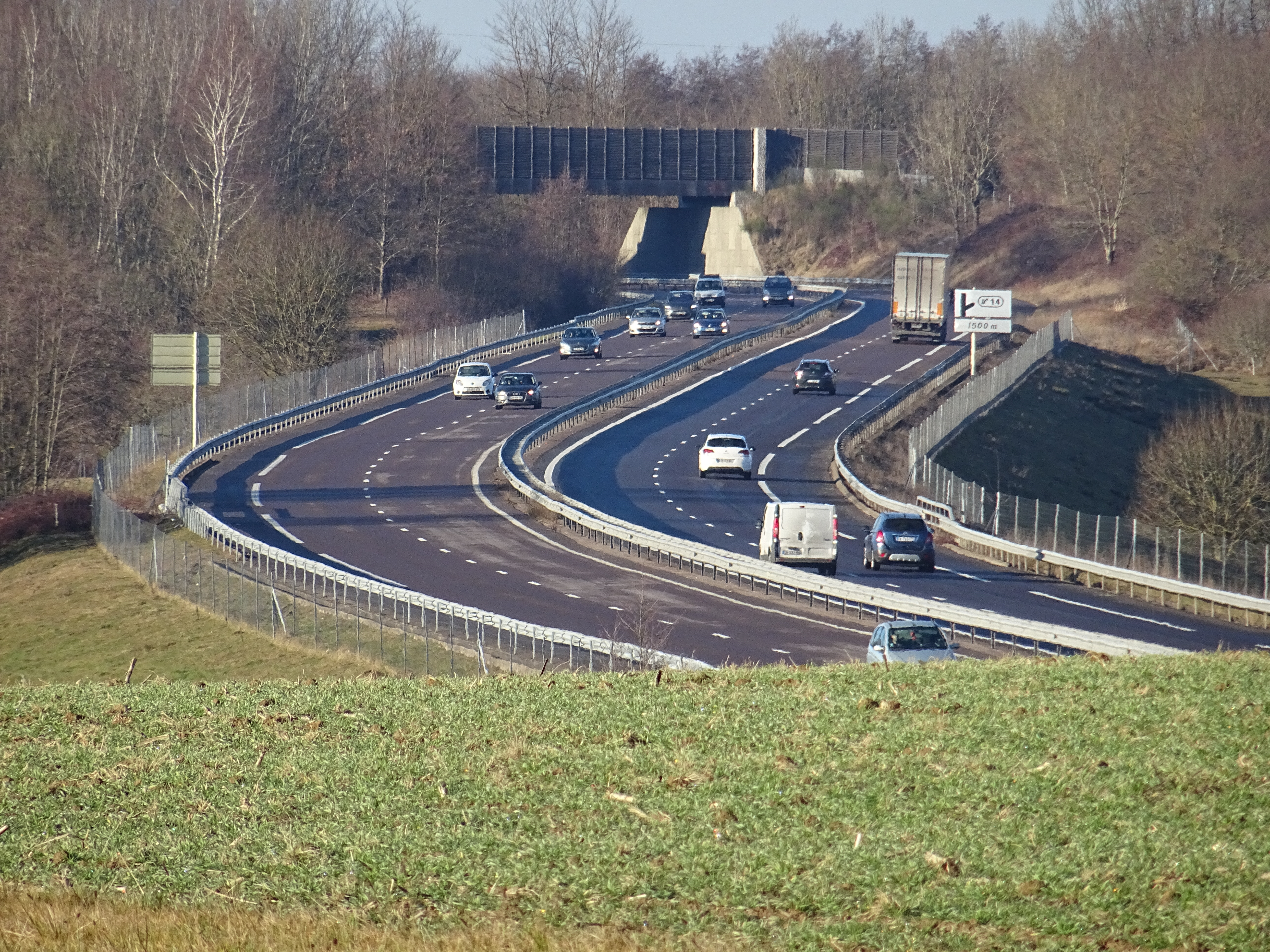
Участок национальной дороги № 19

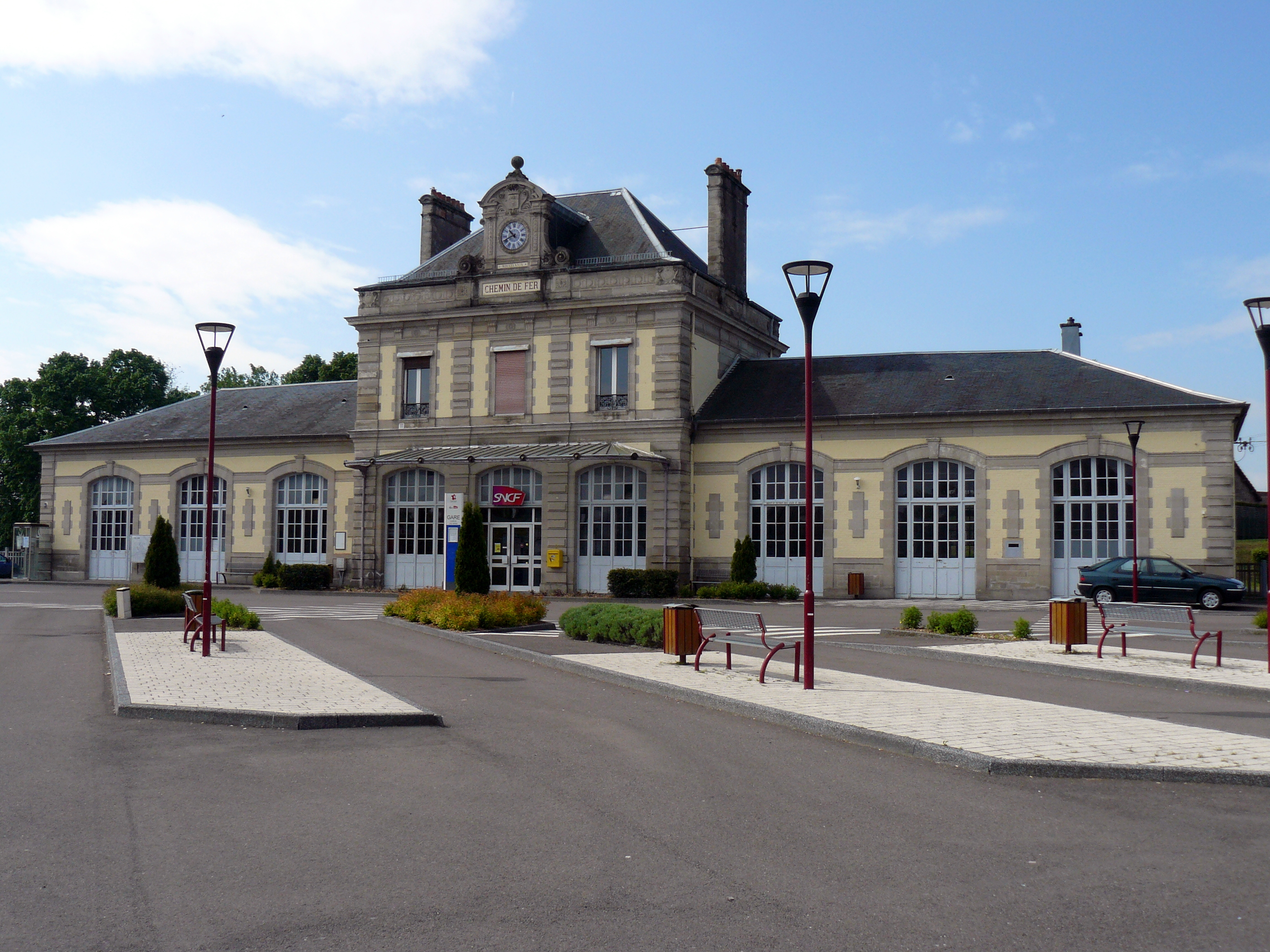
Вокзал в Люксёй-ле-Бен

### Автодорожный
Главными автомобильными артериями департамента Верхняя Сона являются Национальная дорога № 19 (Париж — Бельфор — Швейцария), Национальная дорога № 57 (Мец — Безансон — Швейцария) и Национальная дорога № 64 (Шарлевиль-Мезьер — Люр).
Основным оператором междугородних автобусных маршрутов является компания Mobigo. В городах автобусными маршрутами управляют Keolis и муниципалитеты.

### Рельсовый
Основными пассажирскими линиями являются: 
- Линия Париж-Восточный — Мюлуз-Виль[фр.]
- Линия Доль-Виль — Бельфор[фр.]
- Линия Бленвиль-Дамельвьер — Люр[фр.]
- Линия Безансон-Виотт — Везуль[фр.]

### Воздушный
В департаменте нет ни одного аэропорта, открытого для регулярных коммерческих перевозок. Имеется два аэродрома лёгкой авиации — Везуль-Фроте и Гре — Сент-Адриен.

### Водный
Нерегулярное судоходство имеется на Соне и Восточном канале.

## Здравоохранение

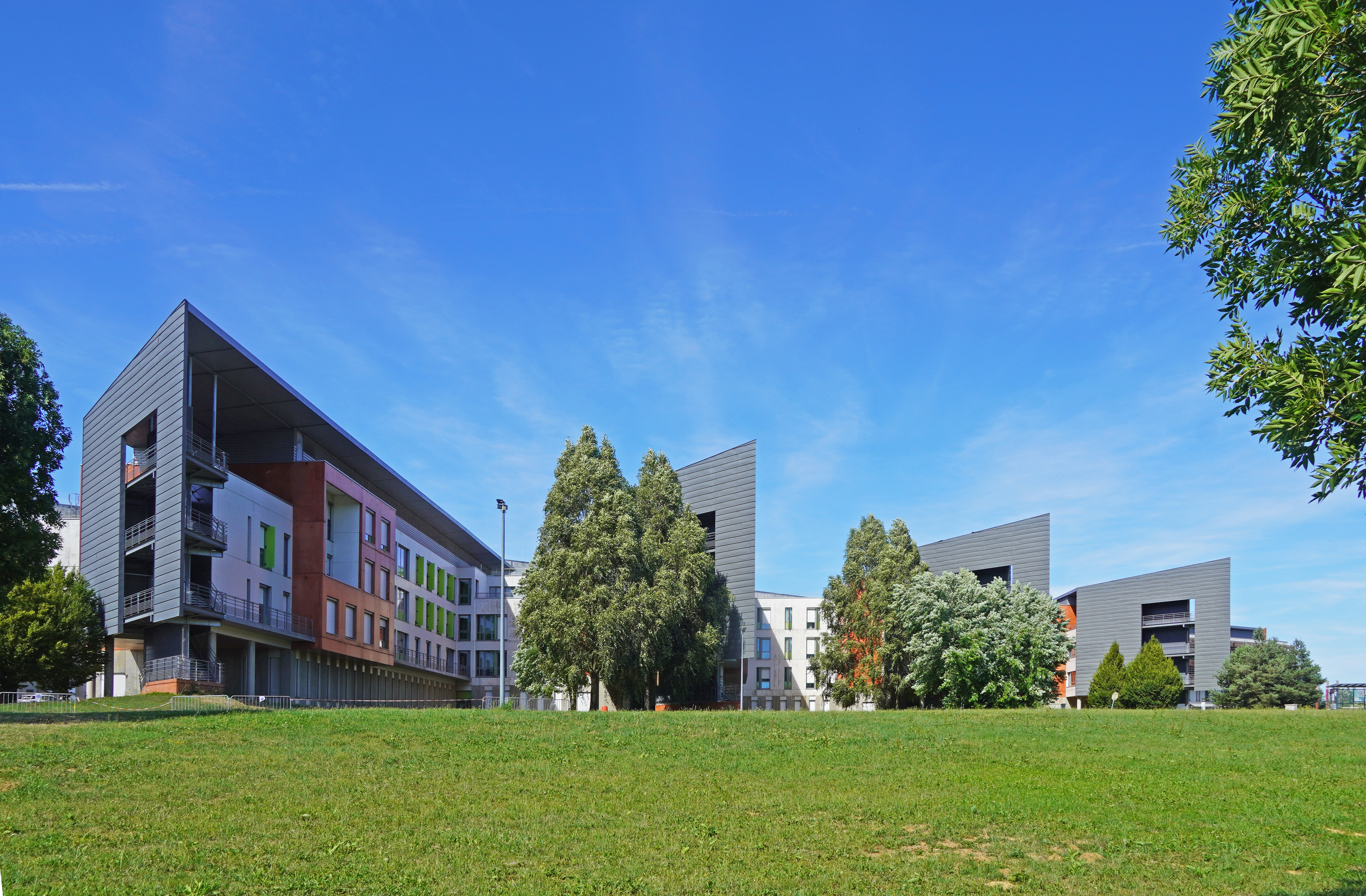
Больничный центр Везуля

Под началом Больничной группы Верхней Соны находятся четыре большие больницы:
- Больничный центр Везуля[фр.]
- Больничный центр Гре[фр.]
- Больница Люра[фр.]
- Больница Люксёй-ле-Бена[фр.]

Также в департаменте расположены Хоспис Мари Ришар (Люр) и 13 домов престарелых (EHPAD).

## Досторпимечательности
Природные достопримечательности:

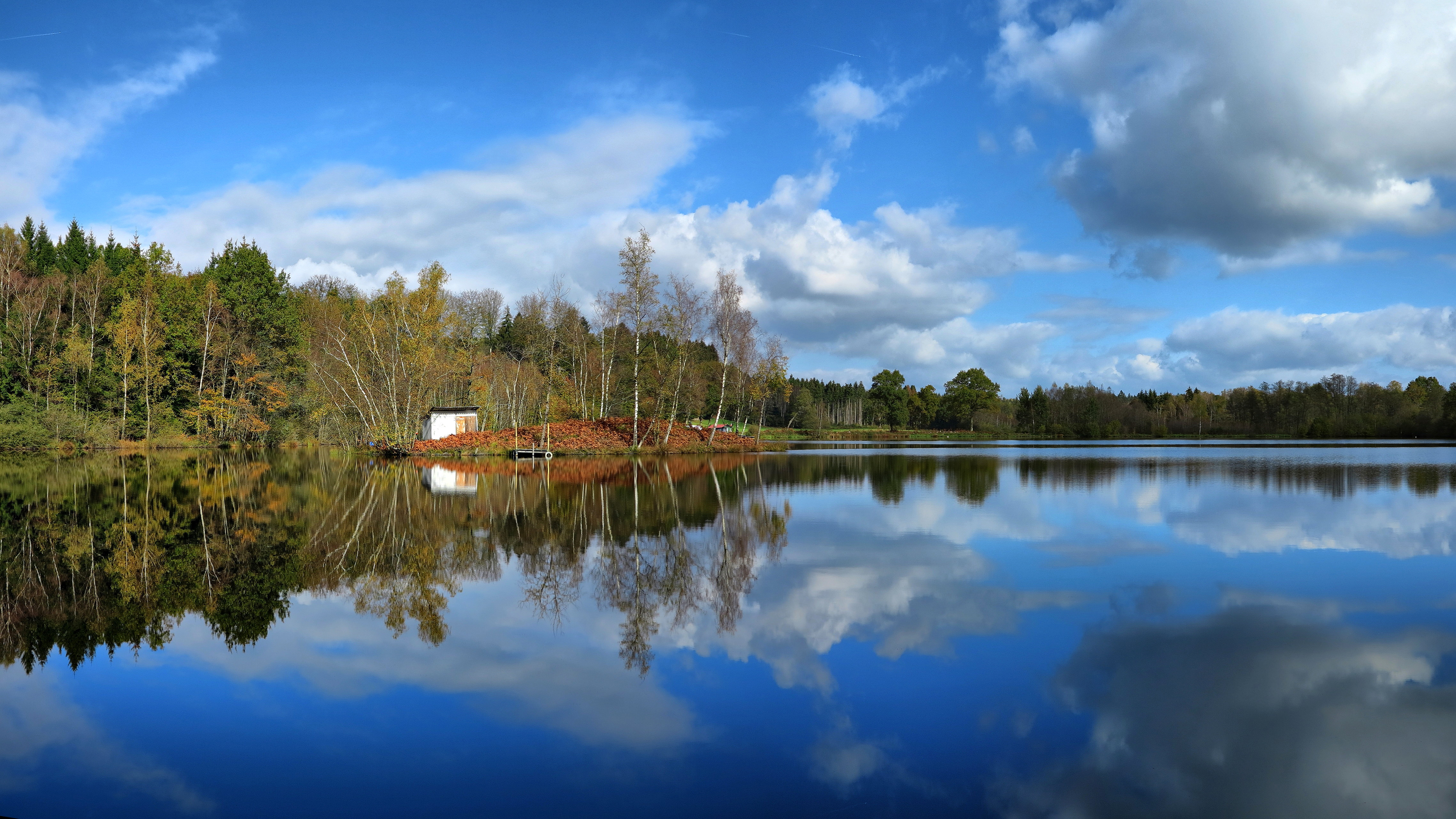
Регион тысячи прудов

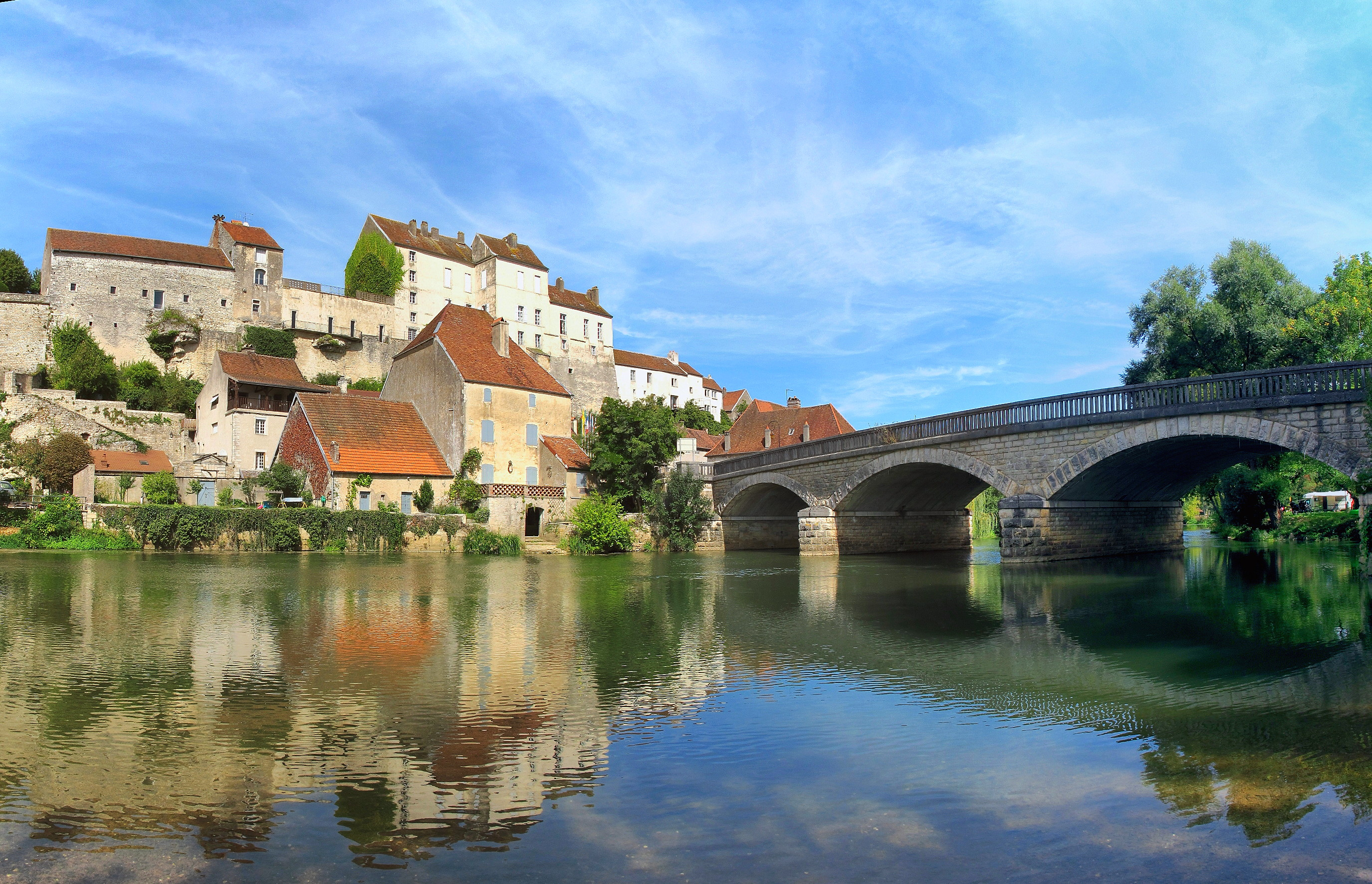
Мост и замок в Пеме

- Региональный природный парк Баллон-де-Вож[фр.]
- Национальный природный заповедник Баллон-Комтуа[фр.]
- Регион тысячи прудов[фр.]

Архитектурные достопримечательности:
- Старая часть Пема
- Замок Орикур[фр.]
- Замок Жи[фр.]
- Базилика Нотр-Дам-де-Гре[фр.]
- Аббатство Святых Петра и Павла в Люксёе[фр.]
- Плотина водохранилища Шампанье[фр.]

Исторические достопримечательности:
- Стекольный завод-музей в Пасаван-ла-Рошер[фр.]